# Константин Острожки (пълководец)
Константин Острожки (на литовски: Konstantinas Ostrogiškis) (2 март 1460 — 11 септември 1530 г.) е пълководец и държавник на Великото литовско княжество от православния род Острожки, маршал на Волиния (1507—1522), велик хетман (1497—1500, 1507—1530).

## Биография
Константин Острожки е роден през 1460 г. За баща му княз Иван Острожки е известно, че нееднократно воюва с татарите. Сведенията за ранните години от живота на Константин са оскъдни, след като рано остава без родители за неговото възпитание поемат грижата болярите на баща му и по-големият му брат Михаил. От 1486 г. двамата братя са в двора на литовския княз Кажимеж IV Ягелончик сред висшия кръг на волинските панове като част от неговата свита и го придружават по време на пътуванията му.
През 1491 г. на княз Константин Острожки вече като на доверено лице поверяват важни мисии, за което спомагат както богатството и роднинските му връзки, така и личните му качества и заслуги. Литовският гетман (пълководец) Петър Янович го посочва за свой наследник на поста. През 1497 г. на 37-годишна възраст Константин действително става велик гетман като наред с това получава и обширни земи, което го превръща в най-големия земевладелец във Волиния.
По време на Руско-литовската война (1500—1503) в битката при река Ведрош на 14 юли 1500 г. литовската войска е разбита и Константин Острожки заедно с много други литовски аристократи е пленен. Заради високия му ранг веднага е отделен от останалите пленници и изпратен в Москва, а по-късно в град Вологда. В плен прекарва няколко години и през 1506 с посредничеството на свещениците на Вологда се съгласява да служи на руския княз. На 18 октомври 1506 полага клетва пред Василий III и му е присъдена титлата „болярин“. На следващата година под благовидния предлог, че иска да направи преглед на поверената му войска, княз Острожки излиза от Москва и през гъстите гори успява да избяга през септември 1507 в Литва.
Още същата година взема участие в следващата руско-литовска война (1507—1508), след това се сражава и с татарите. В руско-литовската война от 1512—1522 г. Острожки разбива русите на 8 септември 1514 в битката при Орша. През февруари 1527 г. разбива татарите като им отнема цялата награбена плячка и освобождава 40 000 пленници.
Умира на 11 септември 1530 г. в Туров и е погребан в манастира Киевско-Печерска лавра.